# Juan de Walenrode
Juan de Walenrode (Wasserknoden - † Alken, 28 de mayo de 1419) fue arzobispo de Riga entre 1393 y 1418, y príncipe-obispo del principado de Lieja de 1418 a 1419.

## Biografía
Los Wallenrode eran una vieja familia de nobles francos, con mucha influencia en el orden teutónica.
Juan estudió en Viena (1391) y Bolonia (1392). Antes de convertirse en príncipe-obispo de Lieja tuvo una carrera diplomática: como consejero del rey Roberto del Sacro Imperio Romano Germánico, como financiero de la familia Wittelsbach.
Fue nombrado arzobispo de Riga en  Livonie, en 1393.
En 1410 el papa Gregorio XII le nombró legado general en Alemania. Tuvo un papel importante en la corte del rey Segismundo I del Sacro Imperio Romano Germánico en las negociaciones para terminar el cisma de occidente.
Tan pronto como fue nombrado papá único, Martín V otorgó a Juan de Wallenrode el principado de Lieja, el 4 de mayo de 1418, como reconocimiento a sus acciones diplomáticas.
Fue un hombre apacible, caritativo y educado.

### Citas
1. 1 2 3 4 5  Mélard, Claude (30 de enero de 2014). «Le péril bourguignon». La principauté de Liège Essai de chronologie (en francés). Archivado desde el original el 28 de marzo de 2014. Consultado el 26 de marzo de 2014.
2. ↑  «Biographisch-Bibliographisches Kirchenlexicon» (en alemán). Archivado desde el original el 29 de junio de 2007. Consultado el 26 de marzo de 2014.